# Medibank International 2006
Il Medibank International 2006 è stato un torneo di tennis giocato sul cemento.
È stata la 114ª edizione del Medibank International (o Medibank International Sydney), che fa parte della categoria International Series nell'ambito dell'ATP Tour 2006 della categoria Tier II nell'ambito del WTA Tour 2006.
Sia il torneo maschile che quello femminile si sono giocati al NSW Tennis Centre di Sydney di Australia,
dal 9 al 17 gennaio 2006.

## Campioni

### Singolare maschile
James Blake ha battuto in finale  Igor' Andreev con il punteggio di 6–2, 3–6, 7–6(3).

### Singolare femminile
Justine Henin-Hardenne ha battuto in finale  Francesca Schiavone con il punteggio di 4–6, 7–5, 7–5.

### Doppio maschile
Fabrice Santoro /  Nenad Zimonjić hanno battuto in finale  František Čermák /  Leoš Friedl con il punteggio di 6–1, 6–4.

### Doppio femminile
Corina Morariu /  Rennae Stubbs hanno battuto in finale  Virginia Ruano Pascual /  Paola Suárez con il punteggio di 6–3, 5–7, 6–2.